# Стрелка (Зейский район)
Стрелка — упразднённый посёлок в Зейском районе Амурской области России. Исключен из учётных данных в 1976 году.

## География
Посёлок располагался на левом берегу реки Большой Ульдегит в месте слияния её с рекой Малый Ульдегит, на расстоянии примерно 11,5 километра (по прямой) к юго-востоку от поселка Кировский.

## История
По данным 1926 года на прииске Стрелочный имелось 16 хозяйств (3 крестьянского типа и 13 иного) и проживало 63 человека (56 мужчин и 7 женщин). В национальном составе населения преобладали китайцы. В административном отношении входил в состав Дамбукинского сельсовета Зейского района Зейского округа Дальневосточного края.
Решением Амурского исполкома от 18 мая 1976 года № 208, посёлок Стрелка исключён из учётных данных как фактически не существующий.